# 品質マネジメントシステム
品質マネジメントシステム（ひんしつマネジメントシステム、英: Quality management system、QMS）は、製造物やサービスの品質を管理・監督するシステムである。すなわち品質に主眼を置いたマネジメントシステムである。

## 概要
品質マネジメントシステムとは、マネジメントシステムのうち品質に関する領域、すなわち「品質方針・品質目標・達成プロセスを確立する（品質をマネジメントする）ための、相互に関連・作用する組織の一連の要素（システム）」である。
このマネジメントシステムが扱う「品質」とは「対象に本来備わっている特性の集まりが，要求事項（明示的・暗黙的に了解/要求されているニーズ又は期待）を満たす程度」を指す。例えばリンゴの「味」はリンゴそのものが備える特性であり「おいしい」「マズい」が品質に当たる。「価格」は対象に本来備わっておらず後から付与される動的な特性であるから品質ではない。
品質は、顧客へ提供されるモノやサービスがもつ重要な特性である（c.f. 顧客満足）。適切な品質を継続的に届けることは企業にとって重要な役割であり、それを達成するために体系的な管理手法が必要な場合がある。品質マネジメントシステムは品質に着目したマネジメントシステムであり、品質を担保することを目的として導入されうる。
品質マネジメントシステム標準としてはISO 9000シリーズが有名である。 
品質マネジメントシステムは、ISO 9000シリーズの2000年改訂版等から採用された概念で、品質管理を中心とした組織の活動で、顧客満足を達成し継続的な改善を意図する。
医療機器に関するQMS（品質管理監督システム）については、QMS省令にもとづく内容となっており、医療機器の設計、製造、および出荷の各段階において遵守すべき品質管理要件を定めている。

## 標準

### ISO 9000
1987年に標準化され、その後1994年、2000年と改定されているが、2000年の改定は実質的にかなりの大改定となり、1994年改定まであった「品質保証システム」という考えから、2000年の改定では、顧客重視の「品質マネジメントシステム」という「管理体制」となった。
1994年の改定まであった「品質保証システム」の考え方では、品質を保証するための手順を確立することが目的であったため、各種手順を記載した書類を大量発行することに終始し、作業の効率を落とすだけとの批判が多かった。　またISO 9000を、世間からのお墨付きをもらう手法との誤解が広がり、認証取得だけを現場に押し付けることで、企業経営陣の責任逃れが目立った。
そこで、ISO 9000-2000年の改定では、これは顧客満足を目標とした「管理体制」であるということ強調し、「品質マネジメントシステム」とした。トップマネジメントによるコミットメントという言葉を入れることで、最高意思決定層（取締役）の責任を明確にした。よってこの規格が企業活動に適用された場合、これは「経営手法」となり経営者の責任をより明確にする一つの基準ともなった。
ISO 9001は製造物やサービス業について広く適用可能な規格であるが、自動車、医療機器、電気通信、航空機といった分野では、それぞれの固有の要求事項を加えた「セクター規格」が制定されている。

### JIS Q 9100
ISO 9001:2015をベースに、航空宇宙産業における特有要求事項を追加した、品質マネジメントシステムのJIS規格である。

### JIS Q 10006
品質マネジメントシステム−プロジェクトにおける品質マネジメントの指針

### ISO 10006
詳細は「ISO 10006」を参照
Quality management systems - Guidelines for quality management in projects

### ISO 13485
医療機器は、タイトルに「－規制目的の要求事項－」と副題が付けられ、医療機器の規制としての性格付けがされた。医療機器においては、顧客満足ではなく市場からのフィードバック情報を重視し（9001の8.2.1項顧客満足は、13485でフィードバックに変更されている）ており、このフィードバック情報は医療機器の市販後安全情報の管理と密接に関連する。ISO13485は、EU、カナダ、日本等における国・地域固有の規制に取り込まれた。日本ではISO 13485の一部適用除外や薬事法との整合を図った省令（QMS省令）が、医療機器の承認・認証要件として適用されている。

### TL 9000
詳細は「TL 9000」を参照
情報通信産業の品質マネジメントシステム規格

### IATF 16949
自動車産業の品質マネジメントシステム規格